# Pieter-Jan Postma
Pieter-Jan Postma (Heerenveen, 10 januari 1982) is een Nederlands zeiler en olympisch coach. Hij vertegenwoordigde Nederland driemaal op de Olympische Spelen en is meervoudig nationaal, Europees en wereldkampioen. Nu is hij adviseur op het Leeuwarder Skutsje. 
Postma begint met zeilen in een Optimist als hij zeven jaar oud is. Hij behaalt zijn diploma voor Maritiem Officier en Technisch bedrijfskundige, voordat hij in 2008 aan de Olympische Spelen in Peking meedoet. Tijdens deze Spelen is Pieter-Jan Postma 26 jaar oud en behaalt hij de veertiende plek. Tijdens de Olympische Spelen in Londen bereikt hij een vierde plaats. Ook op de Spelen in Rio de Janeiro doet hij mee en bereikt de tiende plek.
Hij is aangesloten bij Koninklijke Watersportvereniging Sneek.

## Privéleven
Postma woont de eerste zeventien jaar van zijn leven in Terkaple, een klein dorp in Friesland. Hij heeft een zus die vier jaar ouder is en een zus die twee jaar jonger is. In zijn kinderjaren besteedt hij veel tijd aan verschillende sporten: voetbal, tennis, schaatsen en zeilen. Na de middelbare school start Postma in 2000 een studie aan de Hogere Zeevaartschool op Terschelling. Deze rondt hij in 2005 af. Vanaf dan richt Postma zich volledig op zeilen. In 2010 neemt hij een pauze van het zeilen en rond hij zijn studie Technische Bedrijfskunde in Leeuwarden af. Postma woont momenteel in Friesland.

## Zeilcarrière

#### Vroege zeilcarrière
Op dertienjarige leeftijd doet Postma mee aan zijn eerste EK Optimist en op vijftienjarige leeftijd neemt hij deel aan het Wereldkampioenschap in Dublin. In 1998 stapt Postma op zestienjarige leeftijd over op de Laser en neemt, net als in 1999 en 2000 opnieuw deel aan het WK. In 2000 neemt hij deel aan het ISAF World Championship in Sydney. Hij bereikt de 10e plaats. Na terugkeer van zijn stage op zee begint Postma met de voorbereidingen voor de Olympische Spelen van 2004 in Athene. Postma wint de nationale selectie, maar mist echter de olympische kwalificatie. In 2004 wordt hij voor de eerste keer Nederlands kampioen in de Laserklasse.

#### Volwassen zeilcarrière
In 2005 maakt hij de overstap naar de Finn-klasse. In deze fase van zijn zeilcarrière zoekt Postma naar het juiste ritme en de passende samenwerkingspartners om zijn potentie volledig te benutten. Deze zoektocht levert hem een sterke basis op om grote wedstrijden in te gaan. Hij kwalificeert zich drie keer voor de Olympische Spelen (2008, 2012 en 2016) en behaalt goede resultaten tijdens de Pre-Olympische Zomerspelen: hij wint twee keer zilver (2007 en 2015) en een keer brons (2011). Daarmee speelt Postma zich als een van de favorieten in de kijker. Het lukt Postma echter niet om een olympische medaille te behalen. In 2016 verspeelt hij zijn gouden medaille bij de laatste boei en wordt uiteindelijk vierde. Ook op de andere Spelen keert hij zonder eremetaal naar huis.
Op WK's, EK's, NK's en World Cups haalt Postma wel vele titels binnen. In 2000, 2007 en 2011 wint hij zilver op WK, in 2013, 2016, 2018 en 2019 brons op het WK. In 2022 behaalt hij twee keer goud op WK en op het EK in 2016 behaalt hij de gouden medaille. Daarnaast wordt Postma elf keer Nederlands kampioen en wint hij zes keer een World Cup.
De zeilcarrière van Postma wordt gekenmerkt door continue ontwikkeling en innovatie. Dit levert hem uiteindelijk de gouden medaille op het WK van 2022. Ook geeft het hem een sterke basis om zich na zijn zeilcarrière in de Finn-klasse als coach in te zetten.

## Coaching
Sinds 2019 zet Postma zich in als coach in de zeilwereld. In 2020 en 2021 coacht hij het Dutch Sail Team dat zeilt in de 69F. Met de 69F wint het team onder leiding van Postma in 2020 en 2021 de Goldcup. Daarnaast worden er acht andere evenementen gewonnen. Tevens is hij in 2019 coach van de Hongaar Zsombor Berecz, die zich onder leiding van Postma kwalificeert voor de Olympische Spelen (Finn-klasse) en brons op het WK behaalt. Tevens coachte hij de Turk Alican Kaynar, die ook de Olympische Spelen (Finn-klasse) haalt.

## Zeilprojecten
In 2016 richt Postma het Sailing Team NL op met het doel om meer samenwerking in de Nederlandse zeilwereld te stimuleren. Zijn ervaringen als professioneel zeiler zet hij hierbij in. In het kader van dit project schaft hij in 2017 twee M32's aan en gaat met een match-raceteam wereldwijd wedstrijden af. In 2018 organiseert hij als race-director en manager meerdere evenementen rondom dit project, waarvan vele in Valencia. Met de M32 worden in 2018 de Europese series gewonnen. In 2019 wordt het Rondje Texel gewonnen. 
In 2020 zet Postma de verdere koers uit in deze samenwerkingsprojecten. Hij nodigt Sailing Holland, Dutch Sail en het Watersportverbond uit om samen te werken rondom Youth America's Cup. Zijn inspanningen leiden uiteindelijk tot een project waarbij in de 69F wordt gezeild. 